# Земна кора
Вижте пояснителната страница за други значения на Кора.
|            |
| Земна кора |

Земната кора е най-горния слой на Земята, разположен между земната повърхност и Границата на Мохоровичич (наричана също границата Мохо). За Граница на Мохоровичич се счита повърхността, където сеизмичните вълни при преминаването през нея със скок увеличават своята скорост от 6,7 – 7,6 km/s до 7,9 – 8,2 km/s. Това е признак за смяната на по-твърдия с по-малко твърдия и по-плътен материал. Слоят от горната мантия, постилащ земната кора, често се нарича субстрат и заедно със земната кора той съставлява литосферата.

## Континентална земна кора
Земната кора е различна под континентите и под океаните. Континенталната земна кора обикновено има дебелина 35 – 45 km, а в областта на планините – до 70 km. Горната част на континенталната земна кора съставлява непрекъснат седиментен (утаечен) слой, състоящ се от древни не изменени или слабо изменени седиментни и вулканични скали. Отделните слоеве често са силно нагънати, разкъсани и преместени по разломи. В някои места (в щитовете) седиментния слой отсъства. Цялата останала част от континенталната земна кора се разделя на 2 части в зависимост от скоростта на сеизмичните вълни. Горната част носи условното название „гранитен слой“ (скорост на сеизмичните вълни до 6,4 km/s, а долната – „базалтов слой“ (6,4 – 7,6 km/s). Най-вероятно „гранитния слой“ е изграден от гранити и гнайси, а „базалтовия слой“ – от базалти, габро и силно метаморфозирани седиментни скали в различни съотношения. Тези 2 слоя частично са разделени от повърхността на Конрад, при преминаването на която скоростта на сеизмичните вълни рязко скача. В дълбочина намалява съдържанието на силиций и нараства съдържанието на железни окиси и магнезий. В още по-голяма степен нараства скоростта на сеизмичните вълни при прехода им от земната кора към субстрата.

## Океанска земна кора
Океанската земна кора има дебелина 5 – 10 km (заедно с водната маса над нея – 9 – 12 km). Тя условно се поделя на 3 слоя. Под тънкия (под 1 km) слой от морски наслаги лежи „втория“ слой със скорост на сеизмичните вълни 4 – 6 km/s, а неговата дебелина е 1 – 2,5 km. Вероятно, той е изграден от серпентинити и базалти и може би с прослойки от седименти. В долният „океански слой“, със средна дебелина около 5 km, сезмичните вълни се разпространяват със скорост 6,4 – 7,0 km/s и мероятно той е изграден от габро. Дебелинаната на седиментните наслаги по дъното на океаните е различна, като на места те липсват. В преходната зона между континентите и океаните земната кора е с междинен тип.

## Движения в земната кора
Земната кора е подложена на постоянни движения и изменения. В нея се наблюдават подвижни области – геосинклинали – превръщайки се по пътя да продължителни преобразувания в относително спокойни области – платформи. Съществуват редица тектонски хипотези, обясняващи процесите на развитие на геосинклиналите и платформите, континентите и океаните и причините за развитието на земната кора като цяло. Несъмнено е, че главните причини за развитието на земната кора се намират в дълбоките недра на Земята, поради което изучаването на взаимодействието на земната кора с горната мантия представлява особен интерес. Земната кора е близка към състояние на изостазия (равновесие). Колкото е по-дебел и по-плътен е някой участък от земната кора, толкова по-надълбоко той е потънал в субстрата. Тектонските сили нарушават изостазията, но когато те отслабнат, земната кора възвръща своето равновесие.